# Федерация хоккея на траве Океании
Федерация хоккея на траве Океании (англ. Oceania Hockey Federation, сокр. ОHF) — структура, управляющая хоккеем на траве в странах Австралии и Океании. Объединяет 8 национальных федераций. Представляет Международную федерацию хоккея на траве (ФИХ) в странах региона. Президентом ОHF является Кэмерон Вейл (Австралия).

## История
Федерация хоккея на траве Океании основана в 1954 года в Веллингтоне (Новая Зеландия). К 1980 году насчитывала в своём составе 4 национальные ассоциаций стран Австралии и Океании. 
С 1999 проводится чемпионат (Кубок) Океании среди мужских и женских национальных сборных команд. Кроме этого, разыгрываются Тихоокеанские чемпионаты, в которых не участвуют сборные Австралии и Новой Зеландии, значительно превосходящие по уровню мастерства команды других стран-членов ОHF.

## Официальные соревнования
В рамках своей деятельности Федерация хоккея на траве Океании отвечает за проведение следующих турниров:
- Чемпионаты Океании среди национальных сборных команд — один раз в два года по нечётным годам;
- Чемпионаты Океании среди молодёжных сборных команд;
- Турниры о хоккею на траве в рамках Тихоокеанских игр;
- Тихоокеанские чемпионаты среди национальных сборных команд.

## Члены ОHF
- Австралия
- Вануату
- Новая Зеландия
- Папуа — Новая Гвинея
- Самоа
- Соломоновы Острова
- Тонга
- Фиджи